# 葛西春香
葛西 春香（かさい・はるか、2004年2月4日 - ）は、日本のノルディック複合、スキージャンプ選手である。葛西優奈は双子の姉。吉泉賀子は叔母に当たるが、葛西紀明とは血縁関係はない。

## 経歴・人物
北海道札幌市出身。小学校時代よりスキーを始め、札幌ジャンプ少年団に所属し、第96回全日本スキー選手権大会・女子ノルディック複合5km（2018年）で2位に入る。
札幌市立西野中学校在学時に、全日本スキー連盟が実施したノルディック複合女子強化のための第2回複合（女子）合宿に姉の優奈と共に強化選手候補として参加した。また2019年2月の「第56回全国中学校スキー大会」（新潟県・石打丸山ジャンプ競技場）では優勝した姉に次いで2位に入り、姉妹ワンツーフィニッシュを果たした。
高校は姉と共に東海大学付属札幌高等学校へ進学。「2020年ローザンヌユースオリンピック」では高校生としてノルディック複合日本代表に選出されている。
また高校時代はジャンプ競技との二刀流で活動しており、2022年1月の「第49回HTBカップスキージャンプ競技大会」（大倉山ジャンプ競技場）では130.5m/119.5mを飛び、総合得点183.8点で優勝を果たした。
2022年、高校最後の公式大会としてノルディックスキー世界ジュニア選手権大会（ポーランド・ザコパネ）に出場、ノルディック複合女子個人にて2位に入り、銀メダルを獲得した。
2022年4月に妹と共に早稲田大学スポーツ科学部に進学。
2023年に開催された2023年ノルディックスキー世界選手権（スロベニア・プラニツァ）ノルディック複合女子個人に於いて、日本女子選手初となる3位に入り、銅メダルを獲得した。